# Bradford on Avon
Bradford on Avon este un oraș în comitatul Wiltshire, regiunea South West, Anglia. Orașul se află în districtul West Wiltshire. 
1. ↑  Hărți Google